# Эмчу
Эмчу (тиб. ངོམ་ཆུ, Вайли ngom chu, кит. упр. 昂曲, пиньинь Ángqū, палл. Анцюй) — река на юго-западе Китая, приток Меконга.

## География
Река берёт начало на границе провинции Цинхай и Тибетского автономного района, и под названием Цзицюй течёт на юго-восток сквозь уезд Дзадё провинции Цинхай. В районе 96 меридиана восточной долготы, встретив хребет Вудвилл-Ронхилла, река поворачивает на юг, и течёт вдоль него на юг и юго-восток, вновь оказываясь на территории Тибетского автономного района, и в районе Каруба впадает в Ланьцанцзян (Меконг).